# Sociedade Portuguesa de Psicanálise
A Sociedade Portuguesa de Psicanálise (SPP) é uma associação cientifica, sem fins lucrativos que tem por missão a investigação, a divulgação, a promoção da prática da psicanálise e a relação com outros ramos do conhecimento. Está filiada na International Psychoanalytical Association (IPA) e na Federação Europeia de Psicanálise (FEP).
Em 1910 Sigmund Freud fundou a International Psychoanalytical Association (IPA), actualmente com cerca de 12000 membros, agregados em várias Sociedades de Psicanálise, distribuídas por 50 Países nos cinco Continentes.
Em Portugal foi Egas Moniz quem inicialmente falou da Psicanálise. O seu primeiro escrito consagrado a esta matéria data de 1915 e revela um profundo conhecimento dos trabalhos de Sigmund Freud. Na sua segunda publicação, Egas Moniz apresenta dois casos clínicos aplicando o método analítico, utilizando o divã, a associação livre e a análise dos sonhos. Também Sobral Cid, nos anos 30, lançou para a Psiquiatria uma nova abordagem da Psicopatologia inspirada nos postulados psicológicos de Freud.
Apesar dos trabalhos destes dois eminentes Neuro-Psiquiatras Portugueses e de outros que se seguiram, foi só nos anos 50 que um movimento psicanalítico se formou em Portugal. Inicialmente, Francisco Alvim e Pedro Luzes que fizeram a sua formação em Genebra e se tornaram membros da Sociedade Psicanalítica Suíça, juntaram-se com colegas Espanhóis, também eles em formação em Genebra e fundaram a Sociedade Psicanalítica Luso-Espanhola, reconhecida como Grupo de Estudos pela IPA em 1957. A este grupo, juntou-se João dos Santos que fizera a sua formação em Paris.
Em 1966 a organização Ibérica cindiu-se, dando origem, no nosso País, ao Grupo de Estudos Português. No fim dos anos 60, para além do núcleo original, este grupo contava, entre outros, com os nomes de Mário Casimiro, José Flores, António Coimbra de Matos, Jaime Milheiro, Maria Alice Malva do Vale, Orlando Silva Santos, António Santiago Quintas e Maria Antonieta Palmeira.
O Grupo de Estudos Português tornou-se Sociedade Provisória em 1977 e Sociedade componente da Associação Internacional de Psicanálise em 1981. Em Portugal a designação (local) de Sociedade de Psicanálise deu-se a partir de 1971.